# Feuchtwangen
Feuchtwangen é uma cidade da Alemanha, localizado no distrito Ansbach, no estado de Baviera.